# Euproctis ochreata
Euproctis ochreata är en fjärilsart som beskrevs av Walker 1865. Euproctis ochreata ingår i släktet Euproctis och familjen tofsspinnare. Inga underarter finns listade i Catalogue of Life.